# Die Zeit ist einsam
"Die Zeit ist einsam" (tradução portuguesa: "O tempo sente-se sozinho") foi a canção que representou a Áustria no Festival Eurovisão da Canção 1986, interpretada em  alemão por Timna Brauer.
A canção tinha letra de Peter Cornelius, música de Peter Janda e orquestração de Richard Oesterreicher.
A canção austríaca foi a 16.ª a ser interpretada na noite do festival, a seguir à canção cipriota "Tora Zo", interpretada por Elpida e antes da canção sueca "E' de' det här du kallar kärlek?", interpretada por Monica Törnell e Lasse Holm. No final a canção austríaca terminou em 18.º lugar (penúltima, entre 20 países) e obteve apenas 12 pontos. 
A canção é uma balada, na qual Brauer refere que o tempo está abandonado e tal como o tempo ela sente-se abandonada esperando pelo regresso do seu amante.